# Northridge (Los Angeles)
Pour les articles homonymes, voir Northridge.
Northridge est un quartier de la ville de Los Angeles situé dans la Vallée de San Fernando.
La population était de 68 469 habitants en 2000.
Dans ce quartier de Los Angeles se trouve l'Université d'État de Californie.
L'épicentre du tremblement de terre de 1994 se trouvait à proximité.